# シモン・ルンドストローム
シモン・ルンドストローム（Simon Lundström、1973年 - ）は、スウェーデンの漫画翻訳家。

## 概要
日本の漫画・アニメ作品を数多くスウェーデンに紹介しており、代表的な翻訳作品に、『鋼の錬金術師』『ワンピース』『NARUTO』『名探偵コナン』『らんま１／２』『新世紀エヴァンゲリオン』等様々な漫画を翻訳している。
2010年、漫画の画像を所持していたことによりスウェーデン警察当局により児童ポルノ所持の罪で起訴されたが、2012年にスウェーデン最高裁判所において「漫画イラストは児童ポルノではない」と判示したスウェーデン漫画判決（Mangamålet）が下り無罪判決を得た。